# ميثم التمار
مِيثَمٌ ٱلتَّمَّارُ (مِيثَم بِكَسْرِ المِيم) أو مِيثَمُ بْنُ يَحْيَى ٱلتَّمَّارُ ٱلْأَسَدِيُّ ٱلْكُوفِيُّ ٱلنَّهْرَوَانِيُّ (؟؟ - 60 هـ / ؟؟ - 680 م) يُكَنَّى بأبي سالم أو بأبي جعفر. مِنْ خَوَاصِّ أصحابِ عليِّ بْنِ أَبِي طالِب، وكان يبيع التمر في الكوفة؛ فَلُقِّبَ بـالتمّار. كان مِيثَم من المقرَّبين من عليِّ بْنِ أبي طالب؛ لذا فقد خصّه بعلم البلايا والمنايا، وهو مِن أصحاب الحَسَن والحُسَين. اُستُشهِدَ بأمرٍ مِنَ ابْنِ زِيَادٍ بعد أنْ قَطَعَ يَدَيه ورِجْلَيه ولِسانَه؛ بعد رفضه أن يتبرّأ من عليِّ بْنِ أبي طالب.

## اسمُه وكُنيتُه ونَسَبُه
هو أبو سالم، مِيثَمُ بْنُ يَحْيَى اَلنَّهْرَوَانِيُّ بالولادة، اَلْأَسَدِيُّ بالولاء، اَلْكُوفِيُّ بالسكن، المعروفُ بمِيثَمٍ التَّمَّارِ؛ لِبَيعِهِ التَّمْرَ بالكوفة.
واسمُُهُ «مِيثَم» بِكَسْرِ الميم لا بِفَتحِها (أيْ: ليسَ «مَيْثَم» بفتح الميم) كما هو الخَطَأُ الشائع؛ إذ قالَ خيرُ الدينِ الزِّرِكْلِيُّ في «الأَعلام» في هامش مَيثَمٍ البَحْرانيِّ ومِيثَمٍ التَّمَّار: «في روضات الجنات [أيْ: فيه تَرجَمةُ البَحْرانيِّ] (752 - 754)، وفيه، عن حاشيةٍ على الخلاصة، أن «ميثم» حيثُما وُجِد، فهو بكسر الميم [أيْ: مِيثَم]، إلَّا مَيثَم البَحرانيّ، فإنه بفتحها [أيْ: مَيْثَم]»، ويعني أنَّ المُتأخّرين والمُعاصِرين فتحوا الميم فجعلوها «مَيثَم»، والأصلُ فيها الكسر (أيْ: كانَتْ ميمُ «مِيثَم» مكسورة عند العرب)؛ وهي كلمةٌ عربيةٌ تعني: «الَّذي يَكْسِرُ كُلَّ ما مرَّ به»، مِن الفِعلِ «وَثَمَ»، أيْ: كَسَرَ ودَقَّ، يُقالَ: «وَثَمَ الحِجارةَ»: إذا كَسَرَها ودَقَّها.
قالَ ابْنُ دُرَيد في «جمهرة اللغة»: «ووَثَمْتُ الشَّيْءَ أثِمُهُ وثْمًا: إِذا دَقَقْتَهُ أَو كَسَرتَه. وأحسِبُ أَنَّ مِنْهُ اشتقاقُ مِيثَم؛ لِأَنَّ هَذِه الْيَاءَ الَّتِي فِي مِيثَم وَاوٌ حُوِّلَتْ يَاءً لِكَسْرةِ مَا قبلَهَا»، أيْ: أصلُها «مِوثَم» فقُلِبَت الواوُ ياءً (أيْ صارَ حرفُ الواوِ ياءً: مِيثَم) لأنَّ الميمَ التي قبلَ الواو مكسورة، وهو ما يُسَمَّىٰ إعلالًا بالقَلْب.
وَقالَ في مَوضِعٍ آخَر: «والوَثْم: مصدرُ وَثَمَتِ الحجارةُ رِجْلَهُ، إِذا أَدْمَتْها، تَثِمها وَثْمًا ووِثامًا، وأحسِبُ أَنَّ اشتقاق مِيثَم من هَذَا».
كان مِيثَم عبدًا لامرأة من بني أسد، فاشتراه علي بن أبي طالب منها وأعتقه، وقال له: «ما اسمك؟»، فقال: «سالم»، فقال: «إنّ رسول الله أخبرني أنّ اسمك الذي سمّاك به أبوك في العجم ميثم». فقال مِيثَم: «صدق الله ورسوله، وصدقت يا أمير المؤمنين، فهو والله اسمي»، قال: «فارجع إلى اسمك، ودع سالمًا، فنحن نكنّيك به».

## مقامه
كان مِيثَم من أصحاب علي والحسن والحسين، وكان من شرطة الخميس في حكومة علي، وكان خطيب الشيعة بالكوفة ومتكلِّمها، وفي مرّة قال لابن عباس: «سلني ما شئت من تفسير القرآن، فإنِّي قرأت تنزيله على النبي وعلمني أمير المؤمنين تأويله». فإنه قد اشتهر بسبب صحبته لعلي وقربه منه حتى عُدّ من حوارييه. وهو من أصفياء أصحاب علي في شرطة الخميس. وكان مِيثَم قريبًا جدًا من أهل البيت، ويشهد على ذلك ما قالته أم سلمة - زوجة الرسول - من أن الحسين كثيرًا ما كان يذكره.
سكن البصرة، وكان من كبار المتكلمين، كما كان أيضًا من مفسّري القرآن ومن رواة الحديث.
كان له من الأولاد: عمران بن مِيثَم التّمار، وقد عدّه الشيخ الطوسي في طبقة أصحاب الإمام علي السجاد. وشعيب بن مِيثَم التّمار، وقد عدّه الشيخ الطوسي في طبقة أصحاب الإمام جعفر الصادق. وصالح بن مِيثَم التّمار، وقد عدّه الشيخ الطوسي في طبقة أصحاب محمد الباقر وجعفر الصادق. وحمزة بن مِيثَم التّمار.

## الأقوال فيه
- قال الإمامُ موسى الكاظم: «إذا كان يوم القيامة نادى مناد أين حواري محمد بن عبد الله رسول الله صلى الله عليه وآله الذين لم ينقضوا العهد ومضوا عليه؟ فيقوم سلمان والمقداد وأبو ذر. قال: ثم ينادي أين حواري علي بن أبي طالب وصي محمد بن عبد الله رسول الله صلى الله عليه وآله؟ فيقوم عمرو بن الحمق الخزاعي ومحمد بن أبي بكر وميثم بن يحيى التمار مولى بني أسد و أويس القرني. -إلى آخر الرواية-».[19]
- قال مِيثَم: «دعاني أمير المؤمنين، وقال: (كيف أنت يا ميثم إذا دعاك دعي بني أُمية عبيد الله بن زياد إلى البراءة منّي)؟ فقال: يا أمير المؤمنين، أنا والله لا أبرأ منك، قال: (إذًا والله يقتلك ويصلبك)، قلت: أصبر فذاك في الله قليل، فقال: (يا ميثم إذًا تكون معي في درجتي)».[20]

## لقاؤه بأُمّ سلمة
حجّ مِيثَم في السنة التي قُتل فيها، فدخل على أُمِّ سلمة، فقالت له: «من أنت؟»، فقال: «عراقي»، فسألته عن نسبه، فذكر لها أنّه كان مولى الإمام علي. فقالت: «سبحان الله، والله لربَّما سمعت رسول الله يوصي بك عليًا في جوف الليل»، ثمّ دعت بطيب فطيَّبت لحيته، فقال لها: «أما أنَّها ستخضَّب بدم»، فقالت: «من أنبأَك هذا؟» فقال: «أنبأَني سيِّدي»، فبكت أُمّ سلمة وقالت له: «إنّه ليس بسيِّدك وحدك، وهو سيِّدي وسيِّد المسلمين»، ثمَّ ودَّعته.

## إخبار علي بقتله
هناك خبران حول الإخبار بمقتله، وهما:
- قال علي لمِيثَم: «والله لتقطعن يداك ورجلاك ولسانك، ولتقطعن النخلة التي في الكناسة، فتشقّ أربع قطع، فتصلب أنت على ربعها، وحجر بن عدي على ربعها، ومحمّد بن أكتم على ربعها، وخالد بن مسعود على ربعها»، قال مِيثَم: «فشككت والله في نفسي وقلت: إنّ علياً ليخبرنا بالغيب!» فقلت له: «أو كائن ذلك يا أمير المؤمنين؟»، فقال: «أي وربّ الكعبة، كذا عهده إليّ النبي».
- وفي خبر آخر: «إِنَّك تُؤخَذ بعدي، فتُصلَب وتُطعَن بحربة، فإذا كان اليوم الثالث ابتدر منخراك وفمك دماً، فيخضِّب لحيتك، فانتظر ذلك الخضاب، وتصلب على باب دار عمرو بن حريث عاشر عشرة، أنت أقصرهم خشبة، وأقربهم من المطهرة، وامض حتَّى أريك النخلة التي تصلب على جذعها». فأراه أيَّاها، ثمّ قال: «يا ميثم، لك ولها شأناً من الشأن»، فكان مِيثَم يأتيها ويصلِّي عندها، ويقول:«بوركت من نخلة، لك خلقت، ولي غذِّيت»، ولم يزل يتعاهدها حتَّى قطعت، وحتَّى عرف الموضع الذي يصلب فيه. وكان مِيثَم يلقى عمرو بن حريث فيقول له: «إنِّي مجاورك، فأحسن جواري»، فيقول له عمرو: «أتريد أن تشتري دار ابن مسعود أو دار ابن حكيم؟» وهو لا يعلم ما يقصد بكلامه.[22]

## تحقّق ما أخبر به من قتله
لمّا ولي عبيد الله ابن زياد الكوفة، علم بالنخلة التي بالكناسة فأمر بقطعها، فاشتراها رجل من النجّارين فشقّها أربع قطع.
قال مِيثَم : فقلت لصالح ابني : فخذ مسماراً من حديد فانقش عليه اسمي واسم أبي، ودقّه في بعض تلك الأجذاع، قال : فلمّا مضى بعد ذلك أيّام أتوني قوم من أهل السوق فقالوا : يا مِيثَم انهض معنا إلى الأمير نشتكي إليه عامل السوق، فنسأله أن يعزله عنّا ويولّي علينا غيره.
قال : وكنت خطيب القوم، فنصت لي وأعجبه منطقي، فقال له عمرو بن حريث : أصلح الله الأمير تعرف هذا المتكلّم ؟ قال : ومن هو ؟ قال : مِيثَم التمّار الكذّاب مولى الكذّاب علي بن أبي طالب.
قال مِيثَم : فدعاني فقال : ما يقول هذا ؟ فقلت : بل أنا الصادق ومولى الصادق، وهو الكذّاب الأشر، فقال ابن زياد : لأقتلنّك قتلة ما قُتل أحد مثلها في الإسلام.
فقلت له : والله لقد أخبرني مولاي أن يقتلني العتل الزنيم، فيقطع يدي ورجلي ولساني ثمّ يصلبني، فقال لي : وما العتل الزنيم، فإنّي أجده في كتاب الله ؟ فقلت : أخبرني مولاي أنّه ابن المرأة الفاجرة.
فقال عبيد الله بن زياد : والله لأكذبنّك ولأكذبن مولاك، فقال لصاحب حرسه : أخرجه فاقطع يديه ورجليه ودع لسانه، حتّى يعلم أنّه كذّاب مولى الكذّاب، فأخرجه ففعل ذلك به.
قال صالح بن مِيثَم : فأتيت أبي متشحّطاً بدمه، ثمّ استوى جالساً فنادى بأعلى صوته : من أراد الحديث المكتوم عن علي بن أبي طالب أمير المؤمنين فليستمع، فاجتمع الناس، فأقبل يحدّثهم بفضائل بني هاشم، ومخازي بني أُمية وهو مصلوب على الخشبة.
فقيل لابن زياد : قد فضحكم هذا العبد، فقال : فبادروه فاقطعوا لسانه، فبادر الحرسي فقال : أخرج لسانك، فقال مِيثَم : ألا زعم ابن الفاجرة أنّه يكذّبني ويكذّب مولاي هلك، فأخرج لسانه فقطعه، فلمَّا كان في اليوم الثاني فاضت منخراه وفمه دماً، ولمَّا كان في اليوم الثالث، طعن بحربة، فكبَّر، فمات.(7)

## مقتله
قتل مِيثَم في الثاني والعشرين من ذي الحجَّة 60 هـ، أي قبل وصول الحسين إلى كربلاء بعشرة أيّام.

## إخباره بقتل المختار
قام عبيد الله بن زياد بحبس مِيثَم، فالتقى في السجن بالمختار بن أبي عبيدة الثقفي، فقال له : (إنَّك تفلت، وتخرج ثائراً بدم الحسين (ع)، فتقتل هذا الذي يقتلنا وتدوس على رأسه برجليك ولكن اياك يا مختار من البئر التي تحتك (ويقصد بها الرياء والعمل لغير وجه الله عزوجل) فيقول له مِيثَم اياك من البئر الذي تحت قدماك فلا تنزلق به رجلاك ويأخذك إلى قعر جهنم) (8)، وفعلاً تحقّق ذلك بعد ستّ سنوات واقتص المختار من قتلة الامام الحسين عليه السلام.

## طالع أيضًا
- عبد الله بن عفيف الازدي